# Isla Eglinton
La isla Melville es una isla deshabitada del Archipiélago ártico canadiense. Administrativamente, la isla pertenece a los Territorios del Noroeste, Canadá. 

## Geografía
Isla Eglinton es una de las islas del grupo de Islas de la Reina Isabel. Se encuentra en la parte septentrional del Estrecho McClure, entre isla Melville, al este —de quien la separa las aguas del canal Kenett, de 22 km de anchura— y de isla del Príncipe Patrick, al oeste — separada por las aguas del canal Crozier, de 23 km de anchura—. Al otro lado del estrecho McClure, al suroeste, se encuentra la costa nororiental de isla Banks, a unos 130 km de distancia.
Con una superficie de 1.541 km², es la 13.ª isla por tamaño del archipiélago de islas de la Reina Isabel y la 38.ª de Canadá. La isla tien una forma bastante rectangular, estrechándose en el extremo norte. En dirección SW-NE, mide unos 73 km, y su anchura máxima es de unos 28 km y la mínima de 9 km.
A partir de las zonas bajas costeras, el interior asciende gradualmente a una zona de colinas no muy altas, de unos 200 m de altura. El sector septentrional de la isla es más bajo, con una altura media de 10-20 m sobre el nivel del mar.

## Historia
La Isla Eglinton fue descubierta en 1853 por los exploradores Francis Leopold McClintock y George Mecham, viajando en trineo en un viaje de ida y vuelta de más de 2100 km en el que también descubrieron la isla del Príncipe Patrick. Formaban parte de la expedición al ártico de Sir Edward Belcher (1852-54), cuando su barco quedó atrapado por el hielo en la ribera de isla Melville.
La isla permanece deshabitada, sin que haya habido ningún tipo de actividad humana conocida.